# Liste der Bodendenkmale in Northeim
In der Liste der Bodendenkmale in Northeim sind die Bodendenkmale der niedersächsischen Gemeinde Northeim aufgeführt. Die Quelle ist der Denkmalatlas Niedersachsen.
- Bitte beachten Sie, dass diese Liste keinen Anspruch auf Vollständigkeit erhebt. Die Angaben ersetzen nicht die rechtsverbindliche Auskunft der zuständigen Denkmalschutzbehörde.
- Der Stand der Liste ist der 4. Februar 2025.

Northeim im Landkreis Northeim

## Allgemein
In den Spalten finden sich folgende Informationen des Bodendenkmales:
| Lage         | geographische Koordinaten                                                           |
| Bezeichnung  | Bezeichnung lt. Denkmalatlas                                                        |
| Beschreibung | Beschreibung lt. Denkmalatlas                                                       |
| ID           | Objekt-ID                                                                           |
| Bild         | Bild, ggf. zusätzlich mit Link zu weiteren Fotos im Medienarchiv Wikimedia Commons. |

## Bühle
| Lage                        | Bezeichnung          | Beschreibung | ID       | Bild           |
| --------------------------- | -------------------- | --- | -------- | -------------- |
| 51° 39′ 10″ N, 9° 59′ 50″ O | Bühle 7, Bühler Burg | Aus dem anstehenden Kalkfelsen ein rundovaler Turmhügel von ca. 20 × 30 m Grundfläche und ca. 2,5 m H. herausgearbeitet. Auf der Kuppe des Hügels sind unter einem ca. 0,5 m hohen Schuttwall die Grundmauern eines Rundturmes von ca. 5 m Dm. erhalten. Südöstl. dieses ehemaligen Rundturmes ein kleines halbmondförmiges Plateau. Im S und SO von einem Graben umgeben, der in seinen Endbereichen jeweils am Steilhang ausläuft. In einer Entfernung von 50 bzw. 80 m (gemessen vom Hügelzentrum) sind im S und SO zwei Vorwälle mit jeweils außen vorgelagertem Graben erhalten. | 34817881 | Weitere Bilder |
| 51° 40′ 7″ N, 10° 0′ 52″ O  | Bühle 46, Grabhügel  | Durchmesser ca. 8 m und Höhe ca. 0,6 m. Ehemals annähernd rund, westl. Hügelfuß abgetragen. | 34817671 | BW             |
| 51° 40′ 7″ N, 10° 0′ 52″ O  | Bühle 47, Grabhügel  | Durchmesser ca. 5 m und Höhe ca. 0,2 m. Annähernd rund, verschliffen. | 34817673 | BW             |

## Imbshausen
| Lage                        | Bezeichnung             | Beschreibung                                   | ID       | Bild |
| --------------------------- | ----------------------- | ---------------------------------------------- | -------- | ---- |
| 51° 45′ 43″ N, 10° 4′ 14″ O | Imbshausen 2, Grabhügel | Durchmesser ca. 10 m und Höhe ca. 0,5 m, rund. | 34819206 | BW   |

### Imbshausen 1
- ID:34819144
- Gruppe von 19 Grabhügeln mit 8 – 15 m Dm. und 0,5 – 1,2 m H. 1911 fand die Teilausgrabung eines Grabhügels durch B. Crome, Leiter der Städt. Altertumssammlung Göttingen statt. Aus Lehm aufgeschüttet, der Untergrund besteht aus „Mergel, Kalkstein und Löß“. In den Wintermonaten 2000/2001 wurden Grabhügel durch Raubgrabungen im Hügelzentrum stark gestört.

| Lage                        | Bezeichnung   | Beschreibung | ID       | Bild |
| --------------------------- | ------------- | --- | -------- | ---- |
| 51° 45′ 42″ N, 10° 3′ 45″ O | Imbshausen 1  | Durchmesser ca. 12 m und Höhe ca. 0,7 m. Annähernd rund. Im Zentrum tiefe Eingrabung, T. bis 1 m; weitere Grabungsspuren nach N und S.                                                                             | 34818893 | BW   |
| 51° 45′ 42″ N, 10° 3′ 44″ O | Imbshausen 15 | Durchmesser ca. 12 m und Höhe ca. 0,8 m. Rund. Kuppenmulde. | 34818894 | BW   |
| 51° 45′ 43″ N, 10° 3′ 44″ O | Imbshausen 16 | Durchmesser ca. 11 m und Höhe ca. 0,5 m. Annähernd rund. | 34818933 | BW   |
| 51° 45′ 42″ N, 10° 3′ 45″ O | Imbshausen 17 | Durchmesser ca. 12 m und Höhe ca. 1,2 m. Rund. Im Zentrum Eingrabung. | 34818934 | BW   |
| 51° 45′ 43″ N, 10° 3′ 45″ O | Imbshausen 18 | Durchmesser ca. 12 m und Höhe ca. 1 m. Rund. | 34818935 | BW   |
| 51° 45′ 43″ N, 10° 3′ 46″ O | Imbshausen 19 | Durchmesser ca. 13 m und Höhe ca. 1 m. Rund. Im Zentrum länglicher Grabungsschnitt. In den Wintermonaten 2000/2001 durch Raubgrabung, die im Hügelzentrum bis in den gewachsenen Boden reichte, stark gestört.     | 34818989 | BW   |
| 51° 45′ 44″ N, 10° 3′ 47″ O | Imbshausen 24 | Durchmesser ca. 12 m und Höhe ca. 0,4 m. Annähernd rund. Ränder flach auslaufend. | 34818990 | BW   |
| 51° 45′ 44″ N, 10° 3′ 48″ O | Imbshausen 25 | Durchmesser ca. 8 m und Höhe ca. 0,5 m. Ehemals rund. N-Hälfte abgetragen. | 34818991 | BW   |
| 51° 45′ 42″ N, 10° 3′ 45″ O | Imbshausen 26 | Durchmesser ca. 7 m und Höhe ca. 0,3 m. Annähernd rund. | 34819010 | BW   |
| 51° 45′ 42″ N, 10° 3′ 45″ O | Imbshausen 27 | Durchmesser ca. 6 m und Höhe ca. 0,3 m. Rund. In den Wintermonaten 2000/2001 durch Raubgrabung, die im Hügelzentrum bis in den gewachsenen Boden reichte, stark gestört.                                           | 34819011 | BW   |
| 51° 45′ 42″ N, 10° 3′ 46″ O | Imbshausen 28 | Durchmesser ca. 12 m und Höhe ca. 1 m. Annähernd rund. | 34819012 | BW   |
| 51° 45′ 40″ N, 10° 3′ 44″ O | Imbshausen 29 | Durchmesser ca. 10 m und Höhe ca. 0,6 m. Rund. | 34819053 | BW   |
| 51° 45′ 40″ N, 10° 3′ 44″ O | Imbshausen 30 | Durchmesser ca. 12 m und Höhe ca. 0,6 m. Annähernd rund. Ränder flach auslaufend, besonders nach W. | 34819054 | BW   |
| 51° 45′ 40″ N, 10° 3′ 45″ O | Imbshausen 31 | Durchmesser ca. 15 m und Höhe ca. 0,8 m. Annähernd rund. Im SO durch kleinen Graben angeschnitten. | 34819055 | BW   |
| 51° 45′ 39″ N, 10° 3′ 47″ O | Imbshausen 32 | Durchmesser ca. 10 m und Höhe ca. 0,5 m. Annähernd rund. | 34819093 | BW   |
| 51° 45′ 39″ N, 10° 3′ 48″ O | Imbshausen 33 | Durchmesser ca. 10 m und Höhe ca. 0,6 m. Ehemals rund. N-Hälfte abgetragen. | 34819094 | BW   |
| 51° 45′ 38″ N, 10° 3′ 48″ O | Imbshausen 34 | Durchmesser ca. 13 m und Höhe ca. 1 m. Annähernd rund. Im Zentrum längliche Eingrabung. In den Wintermonaten 2000/2001 durch Raubgrabung, die im Hügelzentrum bis in den gewachsenen Boden reichte, stark gestört. | 34819095 | BW   |
| 51° 45′ 38″ N, 10° 3′ 47″ O | Imbshausen 35 | Durchmesser ca. 10 m und Höhe ca. 0,6 m. Annähernd rund. Ränder flach auslaufend. | 34819142 | BW   |
| 51° 45′ 37″ N, 10° 3′ 46″ O | Imbshausen 36 | Durchmesser ca. 12 m und Höhe ca. 0,7 m. Annähernd rund. Ränder flach auslaufend. | 34819143 | BW   |

## Lagershausen
| Lage                       | Bezeichnung                 | Beschreibung | ID       | Bild |
| -------------------------- | --------------------------- | --- | -------- | ---- |
| 51° 44′ 16″ N, 10° 5′ 8″ O | Lagershausen 3, Secklenburg | Kleine Turmburg von max. 15 × 22 m Grundfläche. Von Wall und Graben sind keine Reste erkennbar. Erhalten sind die Grundmauern einer kleinen ovalen Anlage unter einem ca. 0,5 bis 1,5 m hohen Schuttwall, der besonders im W und N auf den Hangflächen abgerutscht ist. Im S der Burg steigt das Gelände als nahezu ebene Fläche leicht an. Hochmittelalterlich, vermutlich Anlage der Herren von Mandelbeck, die erstmals urkundlich im Jahre 1224 genannt werden.                                                                                       | 34819493 | BW   |
| 51° 43′ 51″ N, 10° 5′ 4″ O | Lagershausen 13, Wegespur   | L. in der Gmkg. Lagershausen ca. 0,4 km. Es sind zwischen 3 und 4 parallele Wegespuren erkennbar, die teilweise hohlwegartig eingeschnitten sind. T. ca. 1 m, in mittlerem und westl. Bereich bis zu 2 m. T. im NO bis zu 1 m, sonst ca. 1,5 m. - Teilstück ID: 35489346 - Teilstück ID: 35489420 | 34818606 | BW   |
| 51° 44′ 9″ N, 10° 5′ 7″ O  | Lagershausen 15, Wegespur   | Landwehr von 140 m L. mit 2 Gräben sowie innenliegendem Wall. Sehr gut erhalten. Wall-Br. 5 – 6 m, H. bis 1,2 m, Graben-Br. ca. 5 m, T. bis ca. 1 m. Im mittleren und südwestl. Bereich ist nach NW, im nordöstl. Bereich nach SO ein schwach ausgeprägter Wall von ca. 5 m Br. und bis zu 0,5 m H. vorgelagert. Gesamt-Br. der Landwehr ca. 20 m. Vermutlich stand der Abschnittswall in Verbindung mit der wenig nördl. gelegenen Secklenburg. Die Anlage diente der Überwachung der Straße von Lagershausen nach Elvershausen - Teilstück ID: 35488011 | 34818638 | BW   |

## Langenholtensen
| Lage                        | Bezeichnung                       | Beschreibung | ID       | Bild           |
| --------------------------- | --------------------------------- | --- | -------- | -------------- |
| 51° 43′ 33″ N, 10° 2′ 21″ O | Langenholtensen 2, Burg Brunstein | Kleine Höhenburg auf einer annähernd quadratischen Grundfläche von ca. 80 × 80 m, die im N, W und S durch Steilhänge einen guten natürlichen Schutz aufweist. Die Burgfläche war offensichtlich durch eine Randmauer bewehrt, die heute zu einem Schuttwall von etwa 1 m H. zerfallen ist. Nach N ist ein Plateau von etwa 15 m Br. (Vorburg?) künstlich planiert, aber nicht weiter befestigt. Ein großer länglicher Steinschutthügel im W-Bereich deutet hier auf ein abgebrochenes Steingebäude hin, wenig östl. davon ein verfallener Brunnen von ca. 5 m Dm. und noch etwa 0,6 m T. erkennbar. Im NO-Bereich Störungen durch Kalksteinbruch. Im westl. Steilhang unterhalb der Burg eine große künstliche Terrasse von 13 m Br. in den Hang planiert, deren Alter und Funktion unbekannt ist. Im Bereich einer möglichen Vorburg im östl. anschließenden Gelände steht heute noch die große massiv aus Bruchsandstein errichtete Burgscheune. | 34817140 | Weitere Bilder |
| 51° 43′ 18″ N, 10° 3′ 54″ O | Langenholtensen 12, Wölbackerbeet | Wölbackerfeld mit NNO-SSW ausgerichteten Ackerbeeten auf einer Fläche von max. ca. 800 × 300 m. Überwiegend gut erhalten. Br. der Ackerbeete jeweils ca. 15 m, H. bis 0,5 m. Im S-Bereich der von Denecke 1969 kartierten Ackerfläche sind die Ackerbeete stark verschliffen, im N- und O-Bereich völlig eingeebnet. Das Wölbackerfeld gehört vermutlich zur Flur der ca. 800 m nördl. gelegenen Wüstung Hoppenhusen. | 34817393 | BW             |
| 51° 43′ 24″ N, 10° 2′ 39″ O | Langenholtensen 15, Wegespuren    | L. in der Gmkg. Langenholtensen ca. 3,7 km. Teilstücke teils sehr gut erhalten | 35489262 | BW             |
| 51° 43′ 48″ N, 10° 2′ 47″ O | Langenholtensen 21, Steinbruch    | Stillgelegter Steinbruch auf roten Buntsandstein, der hier in einer außergewöhnlich guten homogenen Qualität in einer Mächtigkeit von über 4 m H. ansteht. Auf einer größeren Abbaufläche von etwa 4 m H. sind flächendeckend Scharrierspuren in frischgrätförmiger Anordnung erhalten. Mittelalterlicher oder frühneuzeitlicher Steinbruch, aus dem vermutlich das Baumaterial für das etwa 2,5 km nordwestl. gelegene Kloster Wiebrechtshausen gebrochen wurde. | 34816505 | BW             |

## Northeim
| Lage                        | Bezeichnung            | Beschreibung | ID       | Bild           |
| --------------------------- | ---------------------- | --- | -------- | -------------- |
| 51° 42′ 17″ N, 10° 1′ 53″ O | Northeim 9, Grabhügel  | Durchmesser ca. 12 m und Höhe ca. 1 m. Rund. Kleine alte Eingrabung im SW. Im SO ca. kopfgroße Steine. Vermutlich bronzezeitlich. | 34819364 | BW             |
| 51° 42′ 17″ N, 10° 1′ 55″ O | Northeim 10, Grabhügel | Durchmesser ca. 15 m und Höhe ca. 1,3 m. Annähernd rund. Im Zentrum 3 × 4 m große Eingrabung, T. 0,7 m. Vermutlich bronzezeitlich. | 34819313 | BW             |
| 51° 41′ 23″ N, 9° 59′ 0″ O  | Northeim 50, Keller    | Während einer Notgrabung 1991 konnte auf der Wüstung Medenheim ca. 11 m westlich der Bonifatiuskirche ein romanischer Steinkeller dokumentiert werden. Der Steinbau misst 7,4 × 7,4 m bei durchschnittlich 0,9 m starkem Mauerwerk aus Kalkbruchsteinen und ist heute restauriert. Das Mauerwerk ist etwa 1,45 m hoch erhalten. Im nördlichen Teil der Westwand eine Zugangsrampe/-treppe zwischen den Kellerhalswangen. In der Südwand ist ein älterer Zugang zu erkennen. | 34817411 | BW             |
| 51° 42′ 26″ N, 9° 59′ 41″ O | Northeim 75, Stadtwall | Stadtwall mit außen vorgelagertem Graben. Mit einer Gesamt-L. von ca. 2 km umgibt der Wall eine Siedlungsfläche von max. 680 (W-O) × 450 m. Dabei wurde der ursprünglich 30 m breite Wall parallel zu dem etwa 15 m breiten Graben, der der Stadtmauer des 13. Jhs. vorgelagert war, angelegt und seinerseits von einem Außengraben von etwa 21 m Br. umgeben. Wegen des Geländegefälles von über 10 m waren die Teilstücke des Außengrabens als Teiche angelegt. Der Bau der Wall-Graben-Befestigung bedingte die Errichtung von 3 neuen Außentoren (Mühlentor im N, Höckelheimer Tor im W und Oberes Tor im O), von denen heute nur noch der stärkere südl. Turm des Oberen Tores als „Brauereiturm“ erhalten ist. - Teilstück ID: 35443488 | 34818561 | Weitere Bilder |
| 51° 44′ 7″ N, 9° 59′ 15″ O  | Northeim 82, Landwehr  | Ca. 3,5 km im NW, N und NO vom Zentrum Northeims, von der Rhume im W über den Holterberg bis zum Rethoberg durch die Gmkg. Northeim (L. 2,9 km), Gesamtl. 6,5 km. Die Landwehr ist in ihren Abschnitten unterschiedlich gut erhalten. Ein Wall mit nördl. vorgelagertem natürlichen Graben ist östlich des sogenannten Edesheimer Grenzgrabens gut erhalten. Wall-Br. ca. 6 m, H. bis 1 m. Östlich folgt ein stark eingeschnittenes Bachtal. Südlich des Holterberges und unmittelbar nördlich des Flugplatzes sind beiderseits der Gmkgs.-grenze 2 Wälle mit jeweils nördl. vorgelagerten Gräben erhalten. Wall-Br. ca. 4 m, H. bis 0,6 m. Graben-Br. 5 m, T. bis 0,7 m. Unmittelbar grenzt beiderseits der Gmkgs.-grenze ein Graben mit nördl. vorgelagertem Wall an. Graben-Br. ca. 5 m, T. ca. 0,8 m. Wall-Br. bis 4 m, H. bis 0,7 m, nach O schwächer werdend. - Teilstück ID: 35444054 - Teilstück ID: 35444312 (Langenholtensen 7)   | 34816685 | BW             |
| 51° 40′ 44″ N, 9° 59′ 24″ O | Northeim 83, Landwehr  | Die Landwehr erstreckt sich über ca. 2,5 km südl. von Northeim über den Wieter ca. 4 km bis zur Leinemühle und verläuft in O-W-Richtung. Das östlichste Teilstück besitzt einen Graben mit beidseitigen verschliffenen Wällen. Das westliche Ende ist zusätzlich gestört. Daran schließt ein Graben mit beidseitigen Wällen an. Die Wall-Br. beträgt jeweils ca. 2,5 m, die H. bis 0,4 m. Der Graben ist etwa 3 m breit und noch ca. 0,7 m tief. Der Graben läuft schließlich in das umgebende Gelände aus und der Landwehrzug ist im weiteren Verlauf zerstört. Westlich hiervon ist noch ein Wall mit beidseitigem Graben im Gelände erkennbar. Er läuft im Osten flach aus. Breite ca. 3 – 4 m, ca. 0,5 m hoch erhalten und der Graben etwa 3 – 5 m breit und noch bis ca. 0, 5 m tief. Die hieran anschließenden Teilstücke sind nur noch als stark überformter Wall mit seitlichen modernen Gräben anzusehen. - Teilstück ID: 35807312 | 34817687 | BW             |
| 51° 40′ 45″ N, 10° 0′ 42″ O | Northeim 86, Landwehr  | Landwehr, bestehend aus einem Wall mit beidseitig vorgelagertem Graben. Wall-Br. ca. 8 m, H. über Gelände ca. 1 m, Graben-Br. jeweils ca. 3 m, T. ca. 0,5 m, Gesamt-Br. ca. 14 m. Sehr gut erhalten. Bestandteil der spätmittelalterlichen Northeimer Landwehr, vermutlich zum Schutz des wenig nordwestl. gelegenen ehemaligen Klostervorwerks Clavenhusen/Güntgenburg an einem niedriger gelegenen Wieterpaß zwischen Dornhai und Breitenberg. - Teilstück ID: 35803766 | 34817774 | BW             |
| 51° 42′ 4″ N, 10° 1′ 6″ O   | Northeim 87, Landwehr  | Quer über den Kamm des Wieterberges verlaufend. Wall mit südl. vorgelagertem Graben. L. ca. 200 m, Wall-Br. ca. 3 m, H. 0,3 m, abgerundete Krone. Graben-Br. ca. 3 m, T. 0,3 m. - Teilstück ID: 35489797 | 34817775 | BW             |
| 51° 41′ 22″ N, 10° 0′ 41″ O | Northeim 91, Wegespur  | Vom südöstl. Ortsrand Northeims in bogenförmigem Verlauf nach SO zum Kamm des Wieter beim Keimsdorn führend. Wegetrasse mit bis zu 5 parallelen Hohlwegen. L. ca. 400 m, T. bis 1,5 m. Mittelalterliche und neuzeitliche Wegeführung von Northeim zum Wieterkamm und den dort gelegenen Steinbrüchen. - Teilstück ID: 35803571 | 34817897 | BW             |
| 51° 41′ 38″ N, 10° 0′ 55″ O | Northeim 92, Wall      | Abschnittswall von ca. 50 m L. und ca. 3 m H. sowie nördl. vorgelagertem, verschliffenem Hanggraben mit Erdauswurf. Im Zusammenhang mit dem direkt südl. gelegenen Wieterturm, einer Warte der spätmittelalterlich-frühneuzeitlichen Northeimer Landwehr. Mit dem Wall konnte die Zuwegung von N überwacht werden. - Teilstück ID: 35807576 | 34817898 | BW             |

## Stöckheim
| Lage                        | Bezeichnung             | Beschreibung | ID       | Bild |
| --------------------------- | ----------------------- | --- | -------- | ---- |
| 51° 45′ 11″ N, 9° 55′ 48″ O | Stöckheim 6, Kreuzstein | Angeblich ehemals 4 Steine (um 1909). 1925: 2 Kreuzsteine ganz erhalten, ein dritter fragmentarisch. In der volkstümlichen Überlieferung sind drei Geschichten zu diesen Kreuzsteinen tradiert. - Drei Brüder erschlagen sich beim Pflügen. Der Stein des Schuldigen ist versunken.- Vier Knechte geraten in Streit, drei erschlagen sich beim Pflügen, der vierte pflügt sich selbst tot. - Zwei Brüder und ihre Knechte erschlagen sich gegenseitig mit ihren Pfluggeräten. Einer der sterbenden Brüder erklärt, der Stein des Schuldigen würde sinken. | 34819272 | BW   |
| 51° 45′ 11″ N, 9° 55′ 48″ O | Stöckheim 7, Kreuzstein | Roter Sandstein. H. 1,30 m, Br. 0,8 m, D. 0,22 m. Auf der Vorder- und der Rückseite sind Zeichnungen eingerillt. Beide Seiten zeigen in einem Rahmen ein Balkenkreuz, das auf einem Kreisbogen steht. Auf der Vorderseite unter dem linken Kreuzarm eine Reute, auf der Rückseite eine Sech. | 34819274 | BW   |
| 51° 45′ 10″ N, 9° 55′ 49″ O | Stöckheim 8, Kreuzstein | Sandstein. Erhaltene H. 0,69 m, Br. 0,9 m, D. 0,2 m. Die einsehbare Seite des Fragments zeigt einen ca. 46 cm hohen Fuß. Auf dem noch vorhandenen bearbeiteten Teilstück ist eine Leiste mit Buchstaben zu erkennen. | 34819311 | BW   |